# 低ウエレ州
低ウエレ州 (ていウエレしゅう、フランス語：Province du Bas-Uele)は、コンゴ民主共和国北部の州。
2005年の人口は109万3845人。
州都はブタ。
ウエレ川の下流に位置する事から、この名前が付いた。

## 隣接州
- 北：ムボム州、高ムボム州
- 東：高ウエレ州
- 南：ツォポ州
- 南西：モンガラ州
- 北西：北ウバンギ州

## 主要都市
- ブタ：5万130人
- アケティ：4万507人
- ボンド（英語版）：1万9601人[3]

## 民族
2007年時点で約90万人(州人口の約8割)がボア人である。
ボア人は主に農業や狩猟、河川貿易に従事している。